# Molossus coibensis
Molossus coibensis är en art i familjen veckläppade fladdermöss som förekommer i Centralamerika och norra Sydamerika.
Med en kroppslängd (huvud och bål) av 5,2 till 6,4 cm, en svanslängd av 2,8 till 3,7 cm och en vikt av 10 till 16 g är arten minst i släktet Molossus. Den har 3,3 till 3,7 cm långa underarmar, 0,9 till 1,1 cm långa bakfötter och 1,3 till 1,5 cm stora öronen. Håren som bildar ovansidans päls är vita nära roten och sedan svartaktiga vad som ger ett svart till mörkbrunt utseende. Undersidans päls är allmänt ljusare brun. Hos Molossus coibensis är öronen, nosen och flygmembranen svarta.
Utbredningsområdet sträcker sig från delstaten Chiapas i södra Mexiko till centrala Peru och centrala Brasilien. Arten lever i låglandet och i bergstrakter upp till 1300 meter över havet. Habitatet varierar mellan torra och fuktiga lövfällande skogar samt regnskogar. Molossus coibensis vistas även nära människans samhällen.
Individerna jagar främst insekter.
För beståndet är inga hot kända och Molossus coibensis hittas i flera skyddszoner. IUCN listar arten som livskraftig (LC).